# Капітолій штату Південна Дакота
Капітолій штату Південна Дакота (англ. The South Dakota State Capitol) — громадська будівля адміністративного призначення в котрій розташовуються робочі приміщення двопалатної легіслатури штату, Верховного суду штату, більшості передбачених конституцією штату посадових осіб (англ. State constitutional officer) та різні офіси виконавчих служб. Проєкт споруди належить архітектурній компанії Белл & Детвейлер архітектс (Bell & Detweiler Architects) з Міннеаполіса (Міннесота) та є видозміненим варіантом капітолія штату Монтана; креслення виконали архітектори Чарльз Емлен Белл та Менно С. Детвейлер у 1905 році.
Капітолій побудовано у 1905—1910 роках з використанням каменю-плитняка місцевих покладів (native field stone), граніту з Орнотвілля, вапняку з Індіани а також мармуру(-ів) з Вермонту та Італії. У результаті добудови до північного боку капітолія додаткового крила (1932 рік) загальна площа капітолія досягла більше 141.000 квадратних футів (≈13099.32864 м кв.). На 161 футів заввишки, 190 футів завширшки та 292 фути завдовжки, будівля капітолія штату оцінюється приблизно в 58 000 000 доларів США.